# 加里·鲁夫昆
加里·布魯斯·鲁夫昆（英語：Gary Bruce Ruvkun，1952年3月26日—），美国的分子生物学家，麻省总医院的諾貝爾獎得主，波士頓哈佛医学院的遗传学教授。
鲁夫昆发现了首例微RNA——lin-4通过与目标信使RNA不完全碱基配对来调控这些目标的翻译的机制，并发现了第二个微RNA——let-7，以及它在动物（包括人类）系统发育中如何保护的。這些miRNA的發現揭示了前所未有的miRNA調控的新世界，以及這種調控的機制。 鲁夫昆也發現了類胰島素訊號在老化和新陳代謝調節中的許多特徵。
2019年他當選美國哲學會會員。魯夫昆與發育生物學家維克托·安布羅斯於2024年榮獲諾貝爾生理學或醫學獎，以表彰微RNA的發現及其在轉錄後基因調控中的作用。

## 早期生活與教育
魯夫昆出生於一个猶太家庭，是塞繆爾·魯夫昆和多拉·魯夫昆（娘家姓古列維奇）的兒子。
魯夫昆於1973年獲得加州大學柏克萊分校生物物理学專業學士學位。他在 Frederick M. Ausubel 的實驗室進行了博士研究，研究細菌固氮作用基因。魯夫昆與麻省理工學院 (MIT) 的H·罗伯特·霍维茨 (Robert Horvitz) 和哈佛大學的沃特·吉爾伯特 (Walter Gilbert) 一起完成了博士後研究。

## 研究

### miRNA lin-4
魯夫昆的研究表明，miRNA lin-4（維克托·安布羅斯實驗室在1992年發現的22核苷酸調節RNA）透過形成不完美的RNA雙鏈體來下調翻譯，從而調節其標靶mRNA lin-14。第一個跡象表明，被lin-4基因產物識別的lin-14基因的關鍵調控元件位於lin-14 3'非翻譯區，這來自對lin-14功能獲得性突變的分析，該突變表明它們是lin-14 3'非翻譯區保守元件的刪除。刪除這些元件可以緩解LIN-14蛋白產生的正常晚期特異性抑制，而lin-4對於正常lin-14 3'非翻譯區的抑制是必需的。安布羅斯實驗室取得了一項重大突破，發現lin-4編碼一種非常小的RNA產物，定義了22個核苷酸的miRNA。當安布羅斯和鲁夫昆比較lin-4 miRNA和lin-14 3'非翻譯區的序列時，他們發現具有保守凸起和環的lin-4 RNA鹼基與lin-14靶標的3'非翻譯區配對mRNA ，並且lin-14功能獲得突變刪除了這些lin-4互補位點，以減輕lin-4對翻譯的正常抑制。此外，他們還表明，lin-14 3'非翻譯區可以透過產生lin-4反應的嵌合mRNA，對不相關的mRNA賦予這種lin-4依賴性翻譯抑制。 1993年，鲁夫昆在《細胞》期刊上報道了lin-4對lin-14的調控。在同一期《細胞》中，維克托·安布羅斯將lin-4的調控產物描述為小RNA。這些論文揭示了前所未有的小尺寸RNA調控的新世界，以及此調控的機制。總之，這項研究現在被認為是microRNA以及部分鹼基配對的 miRNA::mRNA 雙股體抑制翻譯機制的首次描述。

### miRNA，let-7
2000年，鲁夫昆實驗室報告了第二個秀麗隱桿線蟲microRNA let-7的鑑定，它與第一個microRNA一樣，透過與3'非翻譯區域的不完美鹼基配對來調節目標基因（在本例中為lin-41）的翻譯。這表明透過3’UTR互補性進行 miRNA 調節可能是一個共同特徵，並且可能存在更多的 microRNA。 魯夫昆實驗室於2000年稍後確立了microRNA調控對其他動物的普遍性，當時他們報告稱，let-7 microRNA 的序列和調控在動物系統發育中是保守的，包括人類。

### 線蟲的新陳代謝與壽命
鲁夫昆實驗室也發現，類似胰島素的訊號路徑控制著秀麗隱桿線蟲的新陳代謝和壽命。Klass, Johnson和凯尼恩 (Kenyon)表明，由Age-1和daf-2突變介導的發育停滯程序可延長線蟲的壽命。

### SETG：尋找地外行星基因組
鲁夫昆實驗室與麻省理工學院的Maria Zuber、Chris Carr（現任喬治亞理工學院）和 Michael Finney（現任舊金山生物科技企業家）合作，一直在開發可以擴增並進行測序DNA和RNA的協議和儀器，以尋找另一個星球上與地球上的生命之樹有祖先關係的生命。尋找地外基因組（SETG）計畫一直在開發一種小型儀器，可以確定火星（或任何其他行星體）上的DNA 序列，並將這些DNA 序列檔案中的信息發送到地球，以便與地球上的生命進行比較。

### 先天免疫監視
2012年，鲁夫昆在《細胞》雜誌上發表了一篇專題論文，為免疫學領域做出了原創性貢獻，描述了動物先天免疫監視的一種優雅機制，該機制依賴於對宿主核心細胞功能的監測，這些功能通常是在感染過程中被微生物毒素破壞。

## 發表文章和認可
截至2018年，鲁夫昆已發表約150篇科學文章。 鲁夫昆因其對醫學科學的貢獻、對老化領域的貢獻以及microRNA的發現而獲得了無數獎項。他是拉斯克基础医学奖、盖尔德纳国际奖和班傑明富蘭克林生命科學獎章的得主。魯夫昆於2008年當選為美國國家科學院院士。

## 奖项

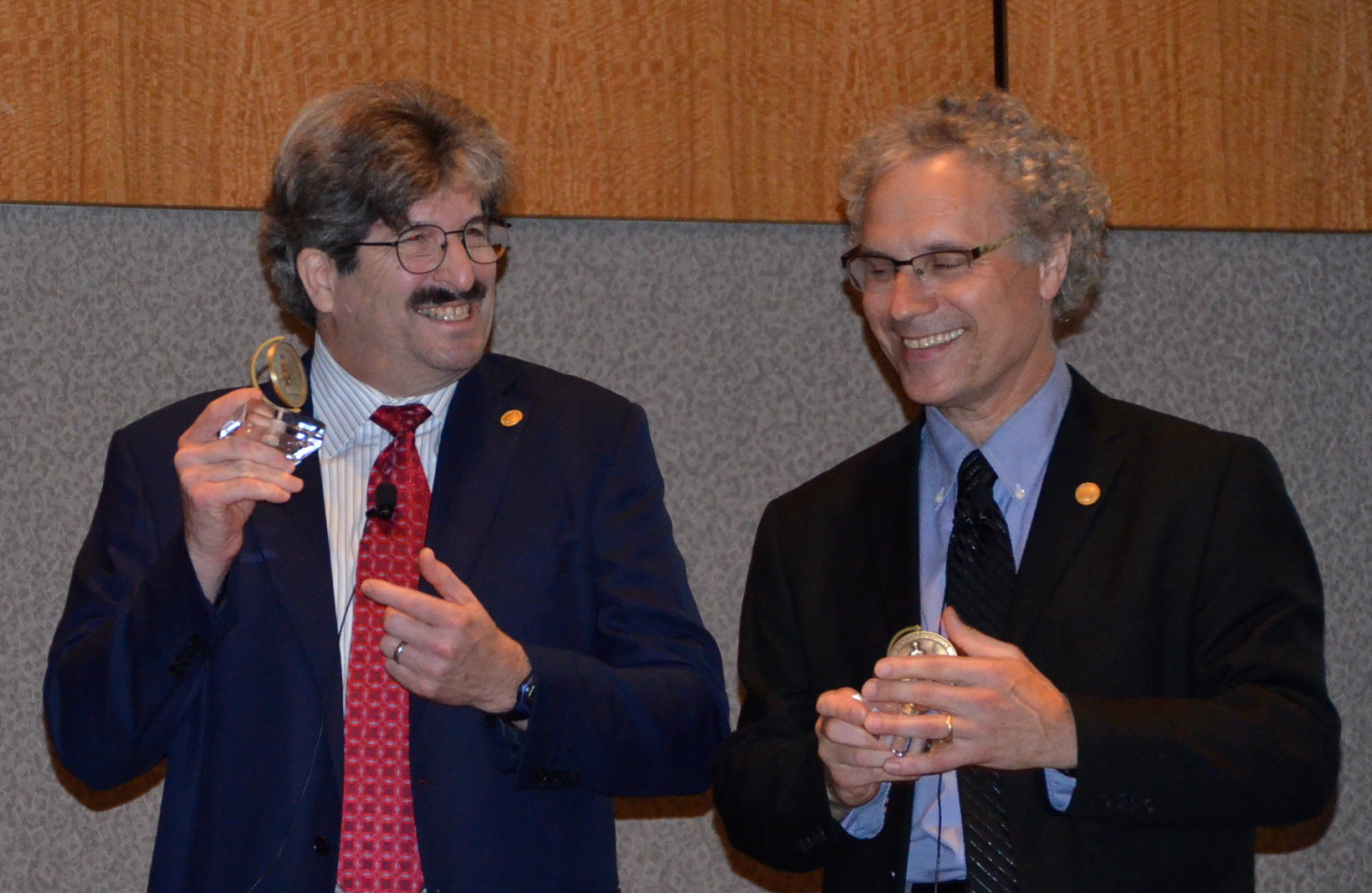
鲁夫昆於2014年與维克托·安布罗斯一起獲得了格鲁伯遗传学奖。

- 2004年：刘易斯·罗森斯蒂尔奖（英语：Lewis S. Rosenstiel Award）（表彰布兰戴斯大学的杰出医学研究，与克雷格·梅洛、安德鲁·法厄和维克托·安布罗斯共同获得）[29]
- 2008年：本杰明·富兰克林奖章（与维克托·安布罗斯、戴维·鲍尔库姆共同获得）
- 2008年：拉斯克基礎醫學研究獎（与维克托·安布罗斯、戴维·鲍尔库姆共同获得）
- 2009年：哥伦比亚大学路易莎·格罗斯·霍维茨奖（与维克托·安布罗斯共同获得）
- 2009年：南加州大学马斯里奖（英语：Massry Prize）（与维克托·安布罗斯共同获得）
- 2009年：醫學研究所 (Institute of Medicine)[30]
- 2011年：國際丹·大卫奖，由以色列特拉維夫大學頒發（與辛西娅·凯尼恩共同获得）[30]
- 2012年：強生公司保罗·詹森博士生物医学研究奖（英语：Dr. Paul Janssen Award for Biomedical Research）（与维克托·安布罗斯共同获得）
- 2014年：格鲁伯基金会（英语：Gruber Foundation）格鲁伯遗传学奖（与维克托·安布罗斯、戴维·鲍尔库姆共同获得）
- 2014年：沃尔夫基金会沃尔夫医学奖（与维克托·安布罗斯、纳胡姆·索嫩贝尔格共同获得）
- 2015年：生命科学突破奖[31]
- 2016年：出生缺陷基金会发育生物学奖（英语：March of Dimes Prize in Developmental Biology）（与维克托·安布罗斯共同获得）[32]
- 2023年：ScholarGPS排名高的學者[33]
- 2024年：诺贝尔生理学或医学奖（与维克托·安布罗斯共同获得）[6]

## 參见
- 猶太人諾貝爾獎得主列表